# Sabacon viscayanus
Sabacon viscayanus is een hooiwagen uit de familie Sabaconidae.